# 莱特岛

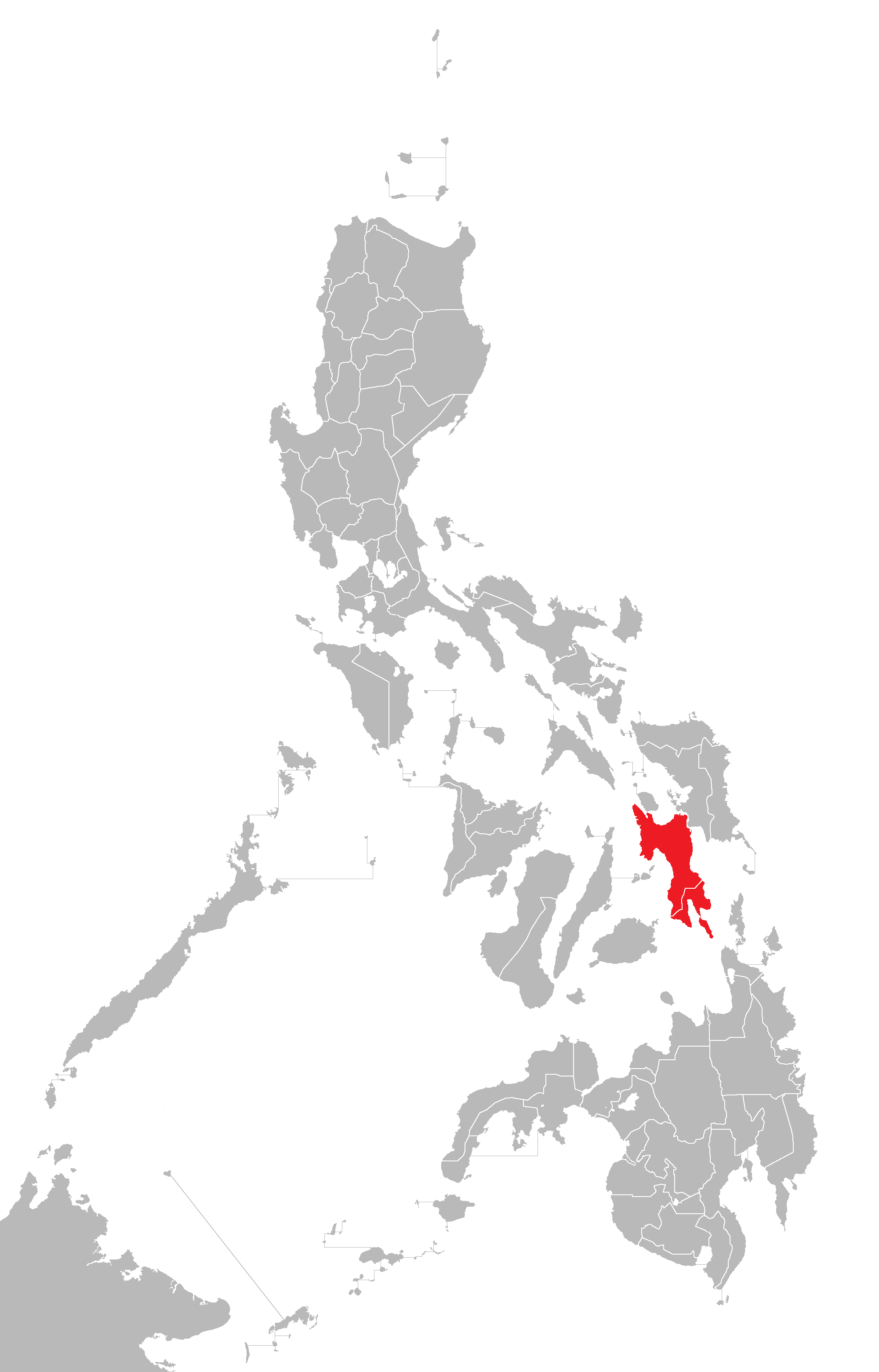
雷伊泰島

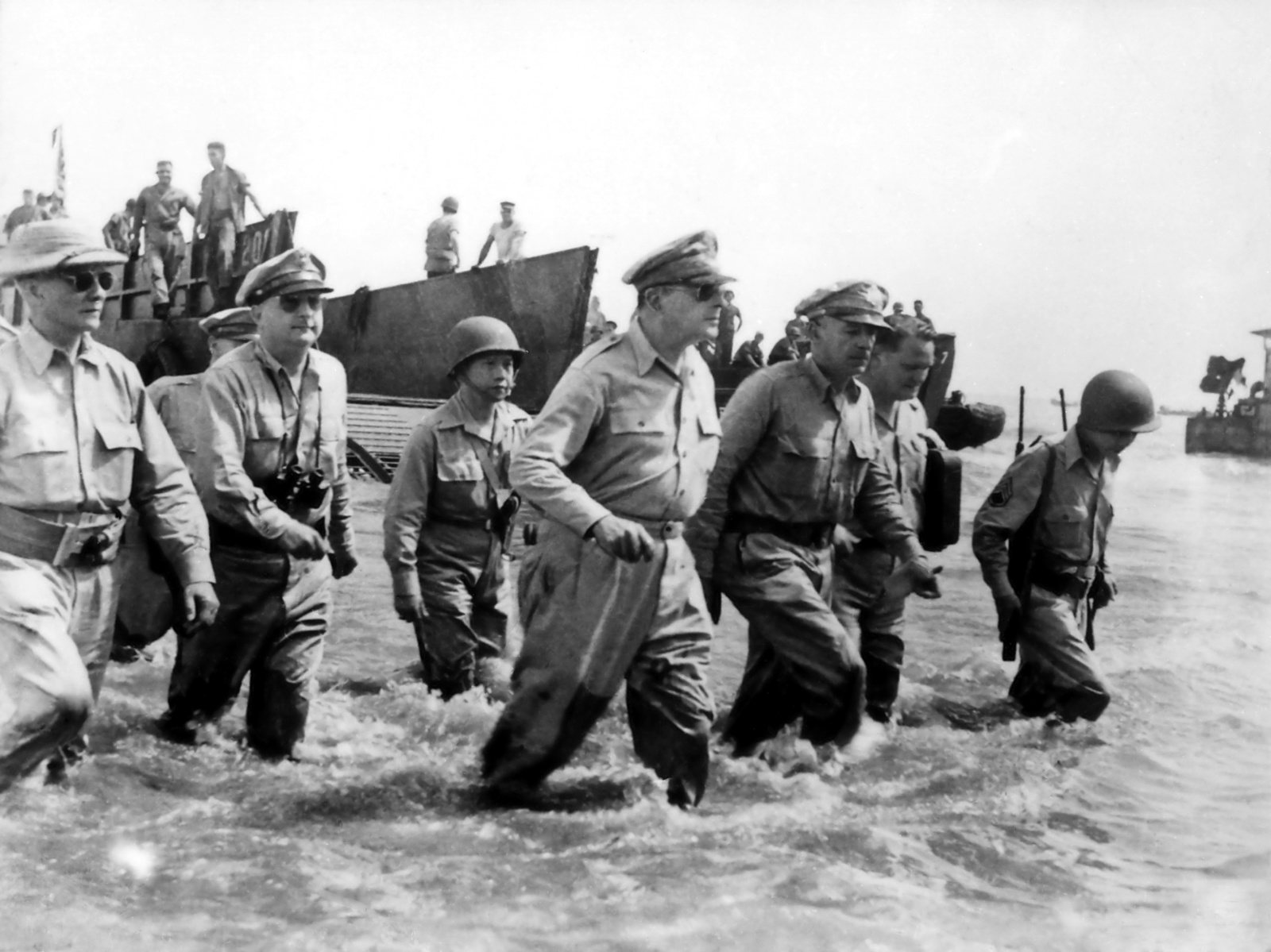
1944年涉水登上雷伊泰島的麥克阿瑟

雷伊泰島（Leyte）是菲律賓群島中的米沙鄢群島的島嶼之一。面積7213平方公里。北臨薩馬海；東北隔聖華尼科海峽與薩馬島相望，兩島有跨海大橋相連；南面為棉蘭老海，與棉蘭老島相望；西南為保和島；西為宿霧島；西北為馬斯巴特島。
第二次世界大戰時麥克阿瑟在1944年10月20日從此地涉水登陸，並說「我回來了」。之後與島上日軍激戰，以此島收復菲律賓。
最著名的戰役就是雷伊泰灣海戰和雷伊泰島戰役，其中只耗時四天的雷伊泰灣海戰，成為歷史上最大的海上戰役。

## 地理
島上有崎嶇的山區，最高峰為洛比峰，海拔1349公尺。
河流多向北流入卡里加拉灣或向西留入雷伊泰灣。
平原在沿海一帶，主要在雷伊泰島北部靠近獨魯萬市和奧爾莫克Ormoc City一帶。
Ormoc旁邊有重要的地熱發電廠。

## 經濟
居民主要從事農業，也有漁業。

### 農業
主要農作物為稻米、玉蜀黍。經濟作物為椰子、馬尼拉麻、香蕉、甘蔗等。

### 礦業
島上有錳礦，西北部有沙岩及石灰石岩。

## 政治
全島屬於菲律賓所有，行政區分雷伊泰省及南雷伊泰省。奧爾莫克及塔克洛班港二直轄市。

## 居民
全島人口1,598,942人（1980年統計數字），主要方言為宿霧語及薩馬-雷伊泰語。人口主要集中在雷伊泰省，有1,302,648人（1980年統計數字），雷伊泰省是菲律賓人口甚稠密的省份之一。

## 外部連接
- 维基共享资源上的相關多媒體資源：莱特岛
- 维基导游上有關Leyte Island的旅行指南
- Leyte Island - TA.com （页面存档备份，存于）